# Martin Albert Rikli
Martin Albert Rikli ( * 1868 - 1951 ) fue un botánico, fitogeógrafo, y explorador suizo. En 1912 realizó ascensiones y exploraciones al Cáucaso.

## Algunas publicaciones

### Libros
- 1943. Das Pflanzenkleid der Mittelmeerländer (Las plantas textiles... Ed. H. Huber. Berna. 3 vols. 1.418 pp.

## Honores
En su honor se nombró el género Rikliella J.Raynal 1973 de la familia Cyperaceae.
- La abreviatura «Rikli» se emplea para indicar a Martin Albert Rikli como autoridad en la descripción y clasificación científica de los vegetales.[2]